# Trichogramma leptoparameron
Trichogramma leptoparameron är en stekelart som beskrevs av Dyurich 1987. Trichogramma leptoparameron ingår i släktet Trichogramma och familjen hårstrimsteklar.
Artens utbredningsområde är Moldavien. Inga underarter finns listade i Catalogue of Life.